# Melanagromyza occidentalis
Melanagromyza occidentalis este o specie de muște din genul Melanagromyza, familia Agromyzidae, descrisă de Spencer în anul 1969. Conform Catalogue of Life specia Melanagromyza occidentalis nu are subspecii cunoscute.